# Třída Colossus
Třída Colossus byla třída dreadnoughtů Royal Navy. Postaveny byly dvě jednotky, které byly ve službě v letech 1911–1928. Účastnily bojů první světové války, zejména bitvy u Jutska. Ve 20. letech 20. století byly vyřazeny a sešrotovány.

## Stavba
V roce 1908 ve Velké Británii vypukla panika, že německá Kaiserliche Marine díky utajené stavbě nových lodí vyrovná námořní převahu královského námořnictva. Výsledkem bylo rozhodnutí, že v roce 1909 bude objednáno osm místo původně plánovaných čtyř plavidel. Jednalo se o dvě jednotky třídy Colossus a šest dalších bitevních lodí se silnějšími 343mm kanóny. Bitevní lodě třídy Colossus byly rozestavěny v rámci předcházející třídy Neptune, ale nakonec byly dokončeny podle upraveného projektu. Odlišnosti nebyly velké. Pro úsporu hmotnosti měly pouze jeden trojnožkový stožár, rozestup mezi věžemi „P“ a „Q“ byl zmenšen, což umožnilo upravit hlavní nástavbu a rozmístění sekundární výzbroje. Torpédomety měly větší ráži. Zesíleno bylo rovněž pancéřování.
Jednotky třídy Colossus:
| Jméno    | Loděnice | Založení kýlu     | Spuštěna        | Vstup do služby | Poznámka                                                                  |
| -------- | -------- | ----------------- | --------------- | --------------- | ------------------------------------------------------------------------- |
| Colossus | Scotts   | 8. července 1909  | 9. dubna 1910   | červenec 1911   | V letech 1919–1920 využívána ve výcviku. Vyřazena 1920. Sešrotována 1928. |
| Hercules | Palmere  | 30. července 1909 | 10. května 1910 | srpen 1911      | Sešrotována 1921.                                                         |

## Konstrukce

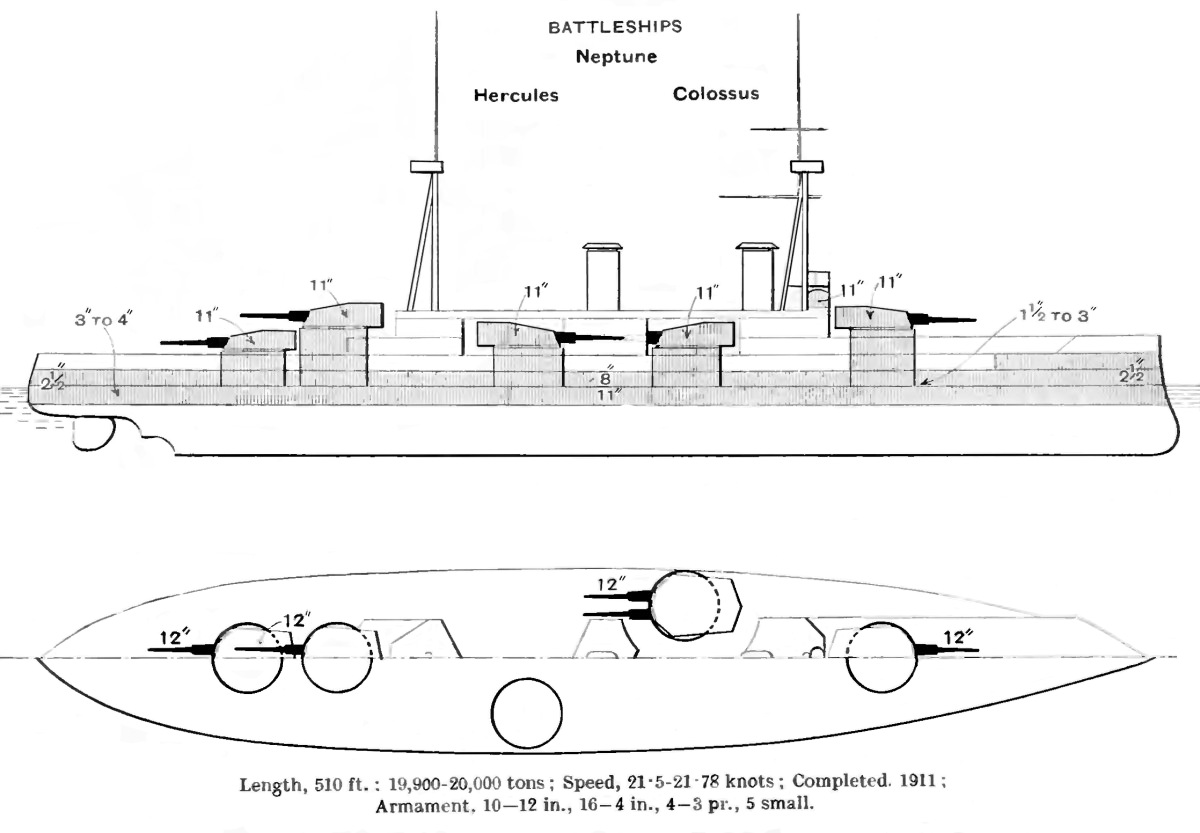
Základní uspořádání třídy

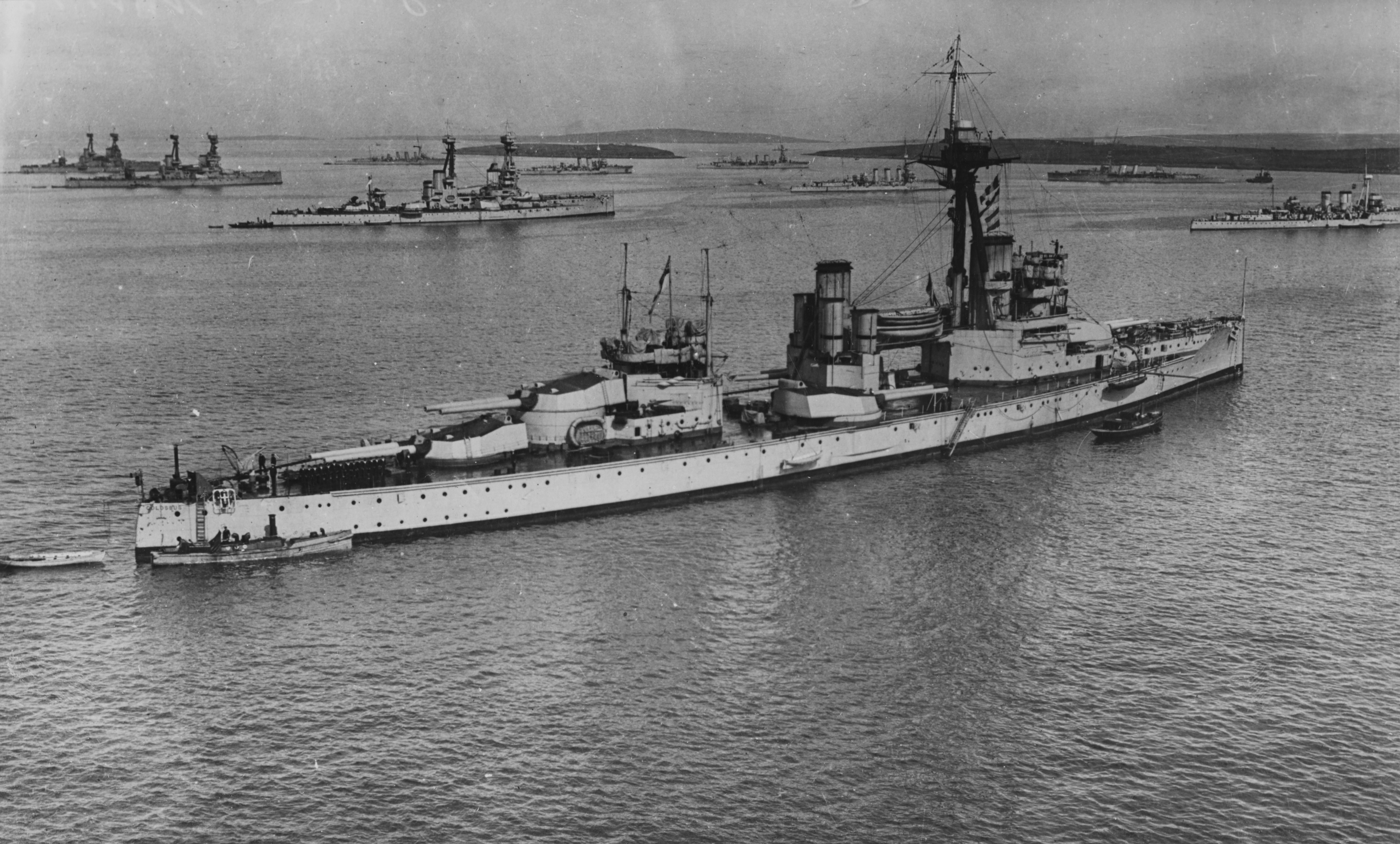
Colossus

Hlavní výzbroj tvořilo deset 305mm kanónů v pěti dvoudělových věžích. Doplňovalo je šestnáct 102mm kanónů, čtyři 57mm kanóny a tři 533mm torpédomety. Pohonný systém tvořilo osmnáct kotlů Babcock & Wilcox (Hercules měl kotle Yarrow) a čtyři parní turbíny Parsons o výkonu 25 000 ihp, pohánějící čtyři lodní šrouby. Nejvyšší rychlost dosahovala 21 uzlů. Dosah byl 6680 námořních mil při rychlosti 10 uzlů.

### Modernizace
V letech 1915–1916 byly odstraněny protitorpédové sítě. Za války tři původní 57mm kanóny nahradily tři protiletadlové 57mm kanóny a jeden protiletadlový 76mm kanón.